# Шахта Дамтшаа
Дамтшаа — это алмазная шахта, расположенная в Ботсване примерно в 220 километрах к западу от города Франсистаун.

## Общие сведения
Шахта имеет карьерную конструкцию, расположенную на вершине четырёх кимберлитовых труб. Предполагается, что на шахте будет добываться около 5 миллионов каратов (1000 кг) алмаза из 39 миллионов тонн руды в течение запланированного 31 года жизни шахты. В 2003 году шахта Дамшаа произвела 292 тыс. Каратов (58,4 кг). Восстановленная руда в среднем составляет около 0,06 карата (12 мг) на метрическую тонну. Руда, добываемая в Дамтшаа, обрабатывается на перерабатывающем заводе на его сносном руднике, алмазной шахте Орапа, примерно в 20 км. Шахта Дамтшаа также управляется с рудника Орапа и включена в программы безопасности и охраны окружающей среды Орапа и Летлхакане, что означает, что Дамтшаа также сертифицирована по стандарту ISO 14001. В Дамтшаа работают около 180 человек.

## Название
Damtshaa означает «вода для черепахи» на языке сетсвана.

## Владелец
Рудник принадлежит Debswana, партнёрству между компанией De Beers и правительством Ботсваны. Это новейшая из четырёх шахт, эксплуатируемых компанией, официально открывшаяся 25 октября 2003 года.